# 刘哈剌不花
劉哈剌不花，元末将领。

## 生平
劉哈剌不花，祖先是江西人。劉哈剌不花倜儻好義，不事家產，有古俠士風。在燕趙地区居住多年，遂為探馬赤軍戶。
至正十二年（1352年），潁、亳红巾军起事，朝廷遷以泰不花為河南行省平章政事，總兵討之。劉哈剌不花向泰不花陈述兵事，被征用為掾史。没多久，奏请朝廷授予左右司都事。泰不花以哈剌不花曾经是探馬赤，有膂力，善騎射，俾統前八翼軍，為先鋒將。劉哈剌不花號令严明，賞罰有信，士兵都樂為他所用，而料敵成敗，所向無失。

### 兵援答失八都魯
至正十五年（1355年），答失八都魯軍潰於長葛，收集散卒，复屯中牟。哈剌不花軍於汴梁南彭子岡。有自長葛來者称，總兵官已為賊所敗，驻扎在中牟。刘哈剌不花率军前往救援，后料敌动向，于红巾军返回时，大破之。當時，答失八都魯雖以平章政事總领大军，而哈剌不花的功名可以和他相提并论。

### 击败毛贵
十七年（1357年），山東毛貴率大量军队，由河間直奔直沽，遂犯漷州，至棗林。接着攻略柳林，逼畿甸，樞密副使達國珍戰死，京師人心大駭。在廷之臣，有勸乘輿北巡以避之，有勸遷都關陝，眾議紛然，只有左丞相太平執意不可。哈剌不花時為同知樞密院事，奉詔以兵拒之，與毛贵戰於柳林，大捷。毛貴军潰退，撤至濟南據守，京師遂安，哈剌不花的功劳居多。
刘哈剌不花後升任河南行省平章政事，死在任上。

## 轶事
初，哈剌不花與信州人倪晦字孟晰同事泰不花為掾史。晦涉書史，精文墨，機識警敏，泰不花深委任之，言無不從；而哈剌不花或有所論白，多沮不行，由是心銜泰不花。及泰不花事敗，走詣哈剌不花求援，而哈剌不花不能曲為保全，乃縛泰不花送京師，致之死地，君子以是少之。